# Сокольники (Вжесінський повіт)
Сокольники (пол. Sokolniki) — село в Польщі, у гміні Колачково Вжесінського повіту Великопольського воєводства.
Населення — 620 осіб (2011).

## Демографія
Демографічна структура станом на 31 березня 2011 року:
|          | Загалом | Допрацездатний вік | Працездатний вік | Постпрацездатний вік |
| -------- | ------- | ------------------ | ---------------- | -------------------- |
| Чоловіки | 303     | 70                 | 208              | 25                   |
| Жінки    | 317     | 69                 | 199              | 49                   |
| Разом    | 620     | 139                | 407              | 74                   |